# 天津市第一一二中学
天津市第一一二中学，简称112中学，是曾经位于天津市南开区的一所公办初中校。1986年，南开区开始规划在王顶堤片区建设天津市第一一二中学等三所公办中学。1987年开始建设，1988年8月开始招生。2010年代，学校停办。2016年，南开大学与南开区人民政府合作，在天津市第一一二中学旧址上建立天津南开日新国际学校。